# Dongfeng Z9
Dongfeng Z9 — пикап, выпускаемый компанией Nissan для китайского рынка через совместное предприятие Dongfeng Nissan.

## Описание
Z9 — четырёхдверный пикап, в иерархии позиционирующийся выше Frontier на североамериканском рынке. Автомобиль продаётся только в Китае. Кроме автомобилей с ДВС, выпускаются также подключаемые гибридные автомобили.

## Технические характеристики
Dongfeng Z9 оснащается 2-литровым рядным четырёхцилиндровым бензиновым двигателем с турбонаддувом или же 2,3-литровым рядным четырёхцилиндровым турбодизельным двигателем. Гибридные автомобили оснащаются 1,5-литровым рядным четырёхцилиндровым турбодвигателем и электродвигателем.

## Nissan Frontier Pro
Nissan Frontier Pro является ребеджинговым вариантом Z9 PHEV. Несмотря на название, автомобиль не имеет ничего общего с пикапом Frontier, продающемся на североамериканском рынке. Впервые автомобиль был представлен на Шанхайском автосалоне параллельно с N7.
В отличие от Z9, Frontier Pro имеет световые полосы во всю ширину, аналогично D21 Hardbody. Надпись Nissan, встроенная в заднюю дверь, подсвечиваемая.

Продажи намечены на конец 2025 года.

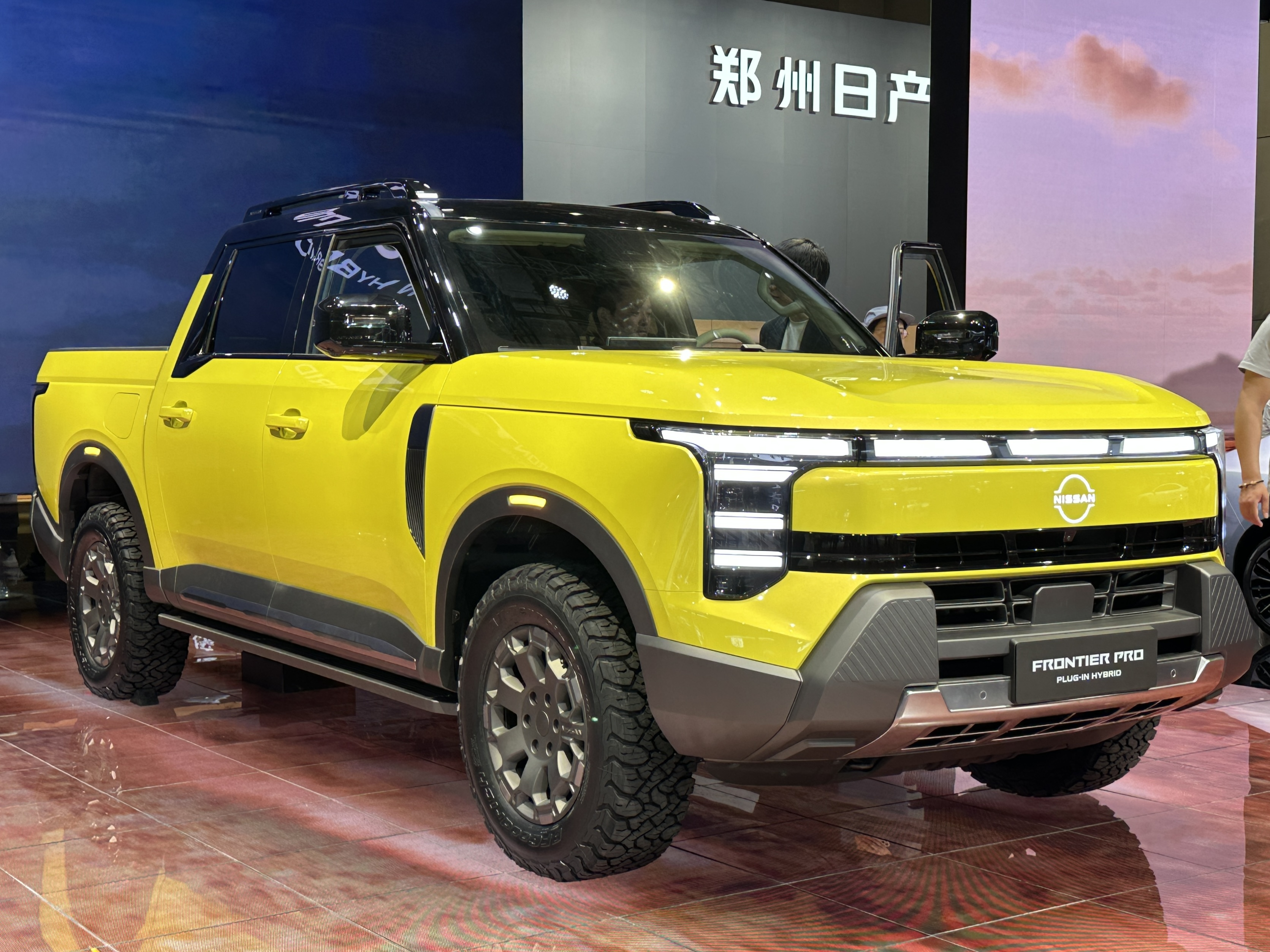
Вид спереди
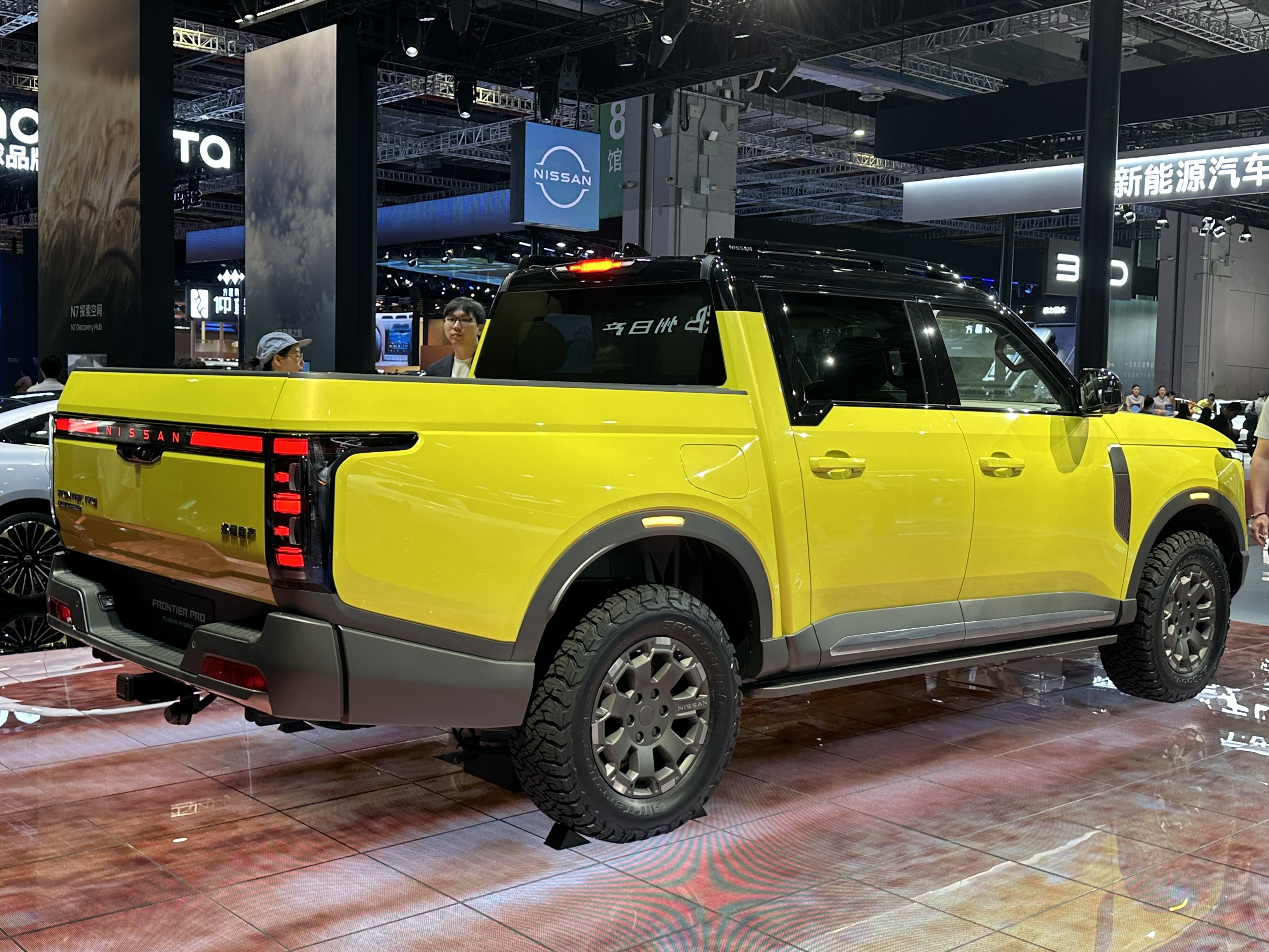
Вид сзади